# Мелеєштій-де-Жос
Мелеєштій-де-Жос (рум. Mălăeștii de Jos) — село у повіті Прахова в Румунії. Входить до складу комуни Думбревешть.
Село розташоване на відстані 74 км на північ від Бухареста, 18 км на північ від Плоєшті, 68 км на південний схід від Брашова.

## Населення
За даними перепису населення 2002 року у селі проживали 499 осіб, усі — румуни. Усі жителі села рідною мовою назвали румунську.